# Лафон, Гаэль
Гаэль Лафон (фр. Gaël Lafont; родился 7 июня 2006, Экс-ан-Прованс) — французский футболист, полузащитник клуба «Олимпик Марсель».

## Клубная карьера
Выступал за юношеские команды клубов «Бюрель» и «Олимпик Марсель». В феврале 2024 года подписал с марсельским клубом свой первый профессиональный контракт. 18 апреля 2024 года дебютировал в основном составе «Марселя» в матче Лиги Европы УЕФА, выйдя на замену в матче против «Бенфики».

## Карьера в сборной
В сентябре 2021 года дебютировал за сборную Франции до 16 лет.